# Castelletto di Branduzzo
Castelletto di Branduzzo ist eine norditalienische Gemeinde (comune) mit 989 Einwohnern (Stand 31. Dezember 2023) in der Provinz Pavia in der Lombardei. Die Gemeinde liegt etwa 13,5 Kilometer südsüdwestlich von Pavia in der Oltrepò Pavese südlich des Po.

## Geschichte
Im 12. und 13. Jahrhundert werden die Ortschaften erstmals urkundlich erwähnt. 1928 wurden die beiden Gemeinden Castelletto Po und Branduzzo zu einer Gemeinde vereinigt.